# أي هوا
أي هوا (بالإنجليزية: Ai Hua)‏ هي مقدمة تلفزيونية أمريكية، ولدت في 21 فبراير 1981 في ميشيغان في الولايات المتحدة.